# Smurfparty 3
Smurfparty 3 är ett musikalbum som släpptes i Sverige den 7 december 2011.

## Låtlista
1. Smurfpop I Topp (Elektropop - Oleg)
2. Party Rock Anthem (Party Rock Anthem - Lmfao)
3. Kom Lek Med Hunden (Who Let The Dogs Out - Baha Men)
4. Populär (Popular - Eric Saade)
5. En Sångsmurf (Ambitions - Donkeyboy)
6. Vill Du Smurfa Med Mig Då (Om Sanningen Ska Fram - Eric Amarillo)
7. Bada Bada (Haba Haba - Stella Mwangi)
8. Ett Äventyr (Bad Romance - Lady Gaga)
9. Smurfblått Humör (In A Smurfery Mood)
10. I Vår Smurfiga Värld (In Our Smurfery World)
11. Kul Och Smurfig (Good 'n' Smurfy)
12. Pladdersmurf (Chatterbox)